# Peperomia deficiens
Peperomia deficiens är en pepparväxtart som beskrevs av William Trelease. Peperomia deficiens ingår i släktet peperomior, och familjen pepparväxter. Inga underarter finns listade i Catalogue of Life.